# Wevie Stonder
Gli Wevie Stonder sono un gruppo musicale inglese di musica elettronica. Il loro nome è una contrepèterie di Stevie Wonder. Il gruppo ha pubblicato principalmente musica su Skam Records.

## Formazione
- Alan Boorman
- Chris Umney
- Richard Sothcott
- Henry Sargeant
- Nadir Al-Badri

## Discografia
- 2000 - Eat Your Own Ears
- 2002 - Drawing on Other People's Heads
- 2002 - Stoat
- 2003 - Kenyan Harry EP
- 2003 - The Age Old Age Of Old Age Mini LP
- 2004 - Ton Wah 12\''
- 2005 - The Wooden Horse of Troy
- 2009 - The Bucket
- 2009 - Small People / Shut the Gate
- 2017 - The Beast Of Wevie